# Апер Монтклер (Њу Џерзи)
Апер Монтклер (енгл. Upper Montclair) насељено је место без административног статуса у америчкој савезној држави Њу Џерзи.

## Демографија
По попису из 2010. године број становника је 11.565.
| Група             | 2000.    | 2010.         |
| Белци             | 0 (0,0%) | 9.264 (80,1%) |
| Афроамериканци    | 0 (0,0%) | 747 (6,5%)    |
| Азијати           | 0 (0,0%) | 483 (4,2%)    |
| Хиспаноамериканци | 0 (0,0%) | 649 (5,6%)    |
| Укупно            | 0        | 11.565        |